# Haptosquilla tanensis
Haptosquilla tanensis is een bidsprinkhaankreeftensoort uit de familie van de Protosquillidae. De wetenschappelijke naam van de soort is voor het eerst geldig gepubliceerd in 1911 door Fukuda.